# Paul Cleritz

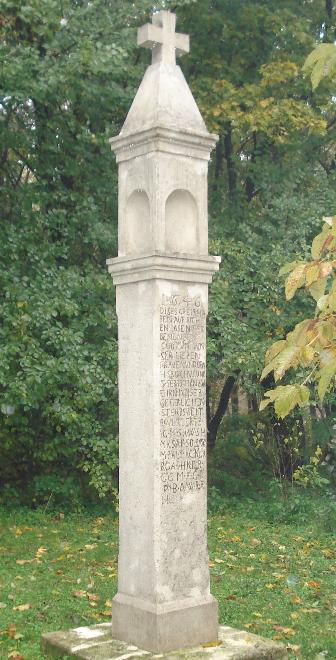
Pestkreuz von 1646, Kaiserstein

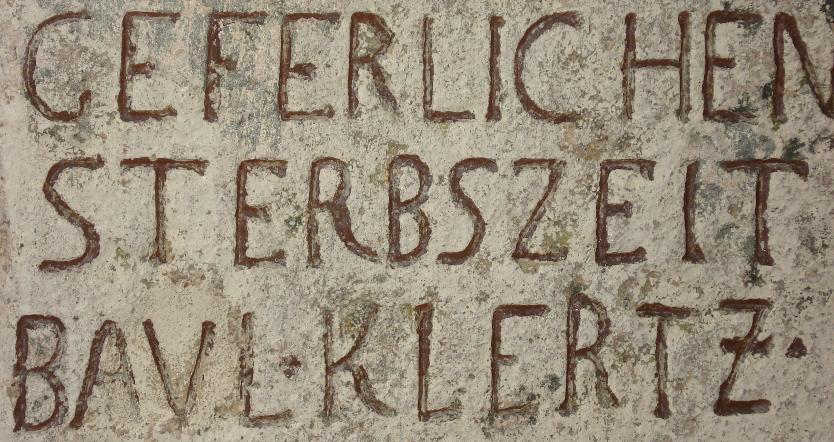
Detailansicht

Paul Cleritz (* 1613 in Kaisersteinbruch (Westungarn, heute Burgenland); † 30. Juni 1659 ebenda) war ein italienischer Steinmetzmeister und Bildhauer des Barock. Cleritz ist die eingedeutschte Form eines italienischen Namens, vielleicht Clerici. 

## Leben
1603 wurde der Name Cleritz in Kaisersteinbruch erstmals erwähnt. Andre Cleritz bezahlte dem Stift Heiligenkreuz als Obrigkeit für Haus und Garten Pacht. Ohne Datum wurde später hinzugefügt ... Cleritz soll tot, und zwei Kinder von ihm vorhanden sein. Meister Pietro de Magistris († 1628) erhielt gegen Bezahlung den „Genuß“ des Hauses, es durfte nicht verkauft werden, bis es ein Kind in Besitz nehmen kann.

### Geselle Cleritz folgt seinem Meister Maderno
Paul Cleritz, Sohn von Andre Cleritz, wurde 1627 Lehrjunge von Meister Pietro Maino Maderno, seine Freisprechung zum Gesellen erfolgte 1632, danach kam das Haus an seinen Lehrmeister. 
Die Jahre zuvor arbeitete Maderno ab 1623 unter der Leitung des Architekten Giovanni Giacomo Tencalla beim Aufbau der Loretokapelle zur St. Anna-Kirche in Nikolsburg. Der Auftraggeber war Kardinal Franz Xaver von Dietrichstein.
Fürst Karl Eusebius von Liechtenstein berief Maderno nach Schloss Eisgrub zur Gestaltung von Brunnen für die Wasserspiele. Geselle Paul folgte seinem Meister, in der Folge nach Schloss Butschowitz, zum Stift Klosterneuburg. Auf einer dieser Stationen hatte er Apollonia geheiratet.

### Die Pest in Kaisersteinbruch
Bei seiner endgültigen Rückkehr nach Kaisersteinbruch fand er wegen der wütenden Pest viele seiner Nachbarn nicht mehr vor. Alleine im Jahre 1646 verstarben Pater Georg Dräxl, Steinmetzmeister Mathias Edlinger mit Frau Cunigunde, Meister Antonius Purisol, Meisterin Margaretha Petruzzy, Anna Prantnerin, Maurergesellen Michael Partschaffer, Simon Habich. Diese Trauer verarbeitete Cleritz in seinem Pestkreuz ... 1646 GODT ZU EHRN .. IN DIESER GEFERLICHEN STERBSZEIT. BAUL KLERTZ.

## Der Wiener Meister Hans Herstorffer kauft einen Steinbruch
Beim Gerichtstag am 29. Juli 1647 wurden zwei Kirchenväter bestimmt, Andre de Luca und Paul Cleritz, sie hatten genaue Instruktionen zu befolgen, Einnahmen und Ausgaben zu kontrollieren. In offiziellen Schreiben der Kaisersteinbrucher Bruderschaft unterzeichnete er als Zechgeselle im Namen aller Gesellen. So beim Schreiben von 1651, da verpflichteten sich die Meister und Gesellen, dass sich keiner von ihnen des Hans Herstorffers Steinbruch annehmen wolle.

## Handwerksordnung für den kayserlichen Steinbruch 1650

### Meister
Cleritz war seinem Meister Maderno sehr ergeben. Erst als dieser 1653 verstarb, bewarb er sich um eine Meisterstelle. 
Das Stift Heiligenkreuz als Obrigkeit erhob 1653 mit einer Liste aller zur österlichen Beichte und hl. Kommunion Berechtigten einerseits die 125 Bewohner im Steinbruch, zugleich wurde eine Häuserliste erstellt. Mit Steinmetzmeister Paul Cleritz wohnten Frau Apollonia, der Knabe Wolf, der Knecht Georg, der Schüttscheiber Jacob und Margaretha Kurlin.

## Tod 1659
Paul Cleritz verstarb am 30. Juni 1659. Im Februar 1661 erfolgte die Inventur. Aus seinen Arbeiten im Stift Klosterneuburg waren noch 30 fl einzufordern. Apollonia, die Witwe von Paul Cleritz, heiratete nach Abfertigung der zwei Kinder Hans Milleschitz und ließ ihn mit dem Haus und zwei Gärten im Grundbuch eintragen. Nachdem Milleschitz an der Pest verstarb und Apollonia aber im 1683sten Türkenrummel Tod verblieben, kam der Besitz an den Fleischhauer Valentin Baumann. Der Steinbruch war dem Richter Ambrosius Ferrethi verkauft worden.

## Werke
- 1638–1644: Stift Klosterneuburg
- 1645–1651: Kaisersteinbrucher Kirche
- 1646: Pestkreuz, im Volksmund als Kuruzenkreuz bezeichnet. Die Legende besagt, bis zum damaligen Standort sind die Kuruzen vorgedrungen, dann aber wunderbarerweise Weise abgeschwenkt.

## Archivalien
- Stift Heiligenkreuz Archiv: Register, Zechrechnungen, Dienstbuch, Inventur Paul Cleritz.